# Operatie Noah (SAS)
Operatie Noah was de codenaam voor een SAS-operatie tijdens de Tweede Wereldoorlog in de omgeving van de Belgische steden Luik en Namen.

## Geschiedenis
Op 16 augustus 1944 werden 41 man van het Belgische SAS-eskadron in deze sector gedropt. De eenheid kreeg steun van het plaatselijke verzet. Ze hadden als doel het observeren en in hinderlagen lokken van terugtrekkende Duitse troepen. Tijdens een van deze acties werden 138 Duitsers krijgsgevangenen genomen, 21 SS'ers gedood en tien werden er verwond. Daarnaast namen ze tijdens deze actie voertuigen in beslag. Als snel werd de eenheid door de oprukkende Amerikanen ontzet.